# Orechová
Orechová é um município da Eslováquia, situado no distrito de Sobrance, na região de Košice. Tem 3,4 km² de área e sua população em 2018 foi estimada em 256 habitantes.

## Demografia
| Ano:        | 1994 | 2004   | 2014   | 2024   |
| ----------- | ---- | ------ | ------ | ------ |
| Broj ljudi: | 231  | 249    | 262    | 250    |
| Razlika:    |      | +7,79% | +5,22% | -4,58% |

| Ano:               | 2023 | 2024   |
| ------------------ | ---- | ------ |
| Número de pessoas: | 241  | 250    |
| Diferença:         |      | +3,73% |